# サンショクサギ
サンショクサギ（三色鷺、学名：Egretta tricolor）は、ペリカン目サギ科の鳥。旧名はルイジアナサギ（英: Louisiana Heron）という名であった。
繁殖時に3色 (tricolor) に見えるその美しい姿からその名がある。全長は56cm程度で、翼を広げたときには1mほどになる。

## 分布
新北区、新熱帯区に生息する。

## 保全状況評価
LEAST CONCERN (IUCN Red List Ver. 3.1 (2001))